# Artistic Creation
Artistic Creation – brytyjski krótkometrażowy film z 1901 roku w reżyserii Waltera R. Bootha.

## Fabuła
Artysta malarz ubrany w szaty błazna maluje na płótnie głowę kobiety. Po krótkim czasie kończy, po czym rysunek ożywa, stając się głową prawdziwej kobiety. Następnie malarz „zdejmuję” ową głowę z płótna i stawia ją na oparciu stojącego obok fotela. Potem rysuje kolejno korpus kobiety, jej ręce, oraz nogi odziane w suknię, za każdym razem „zdejmując” owe rysunki z płótna i łącząc te już nie rysunki z pozostałymi częściami prawdziwej nierysunkowej kobiety. Gdy dodaje ostatnią część, chwyta się z kobietą jak w tańcu i czyni z nią mały obrót, po czym kobieta kłania się jemu i do kamery, a malarz na chwilę znika z kadru, po krótkim czasie wracając z krzesłem, na którym siada kobieta. Malarz ponownie zabiera się do rysowania, na które z zaciekawieniem patrzy kobieta. Po chwili wyłania się na płótnie obraz dziecka i nim malarz zdąży je zdjąć z płótna i podać je kobiecie, ta ucieka, znikając z kadru.